# Pandaka pygmaea
Pandaka pygmaea is een  straalvinnige vissensoort uit de familie van grondels (Gobiidae). De wetenschappelijke naam van de soort is voor het eerst geldig gepubliceerd in 1927 door Herre. De soort staat op de Rode Lijst van de IUCN als Onzeker, beoordelingsjaar 2021.
Het is een van de kleinste vissen ter wereld, zowel qua massa als qua lengte. Volwassen mannetjes worden 11 millimeter lang en vrouwtjes groeien tot maximaal 15 mm. Ze wegen 4 tot 5 milligram.
P. pygmaea leeft in Zuidoost-Azië in ondiepe tropische wateren waaronder mangroves. Het visje stond afgebeeld op de munt van 10 Filipijnse centavo (serie van 1983), en ongebruikelijk voor dieren op munten was dit op ware grootte.